# Heather O'Reilly
Página web oficial

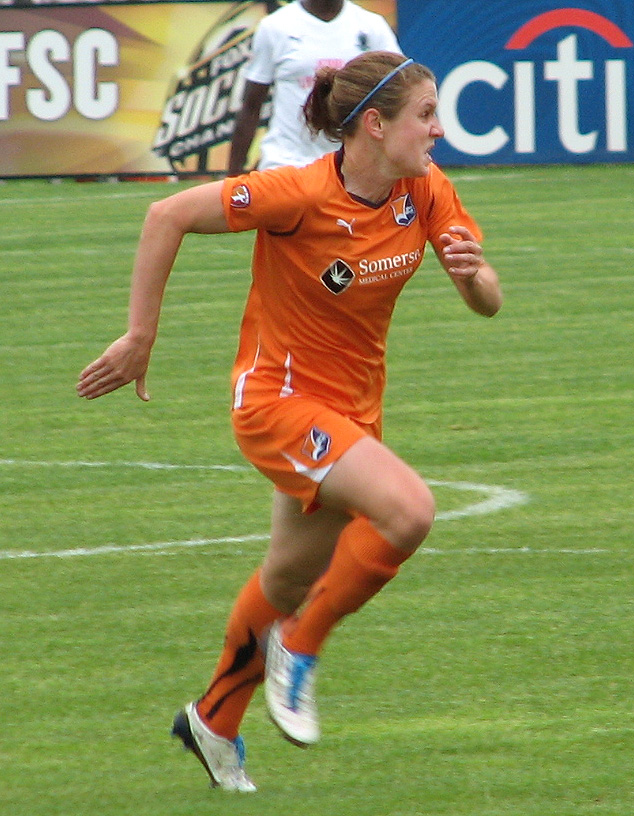
Heather jugando en el Sky Blue, 2010.

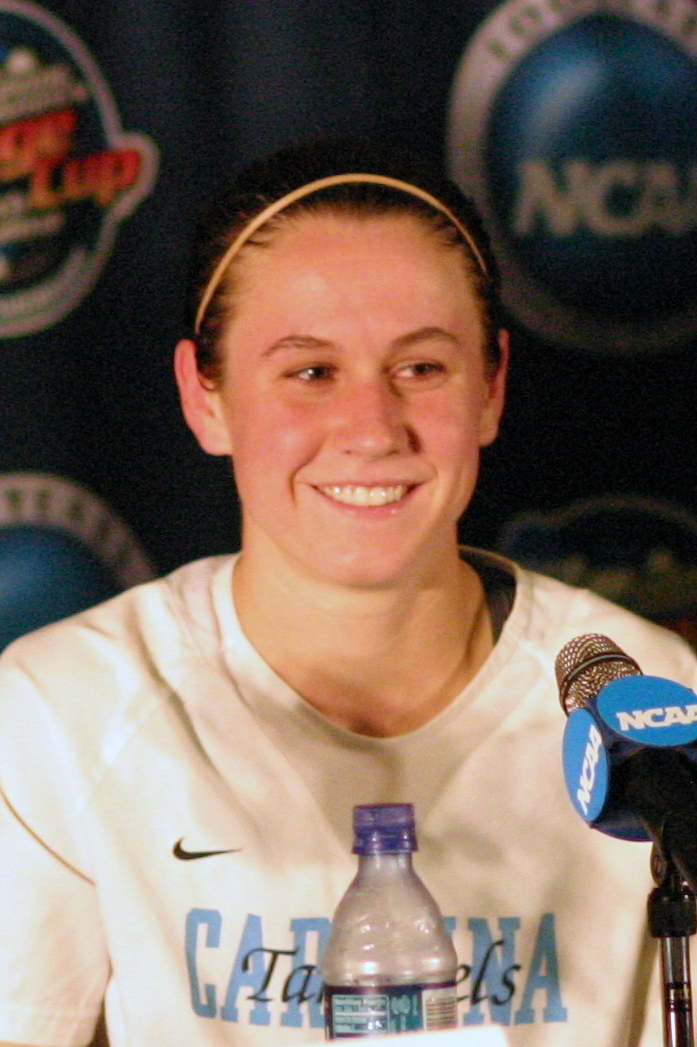
O'Reilly en el Tar Heel.

Heather Ann O'Reilly (Nuevo Brunswick, Nueva Jersey, Estados Unidos, 2 de enero de 1985) es una futbolista estadounidense. Juega principalmente como centrocampista para equipos como el Sky Blue, North Carolina Courage o el Arsenal inglés y la Selección de Estados Unidos. Con esta consiguió numerosas medallas a nivel olímpico y mundial.
Heather es conocida por ser la mujer en marcar el gol más rápido en una fase final olímpica, a los 42 segundos de comenzar el partido que acabaría con la victoria sobre Nueva Zelanda en Shenyang, el 12 de agosto de 2008.

## Palmarés

### Universidad
- Campeonato nacional de fútbol femenino de la División I de la NCAA: 2003, 2006

### Club

#### Sky Blue FC
- WSP Championship: 2009

#### Kansas City
- NWSL Championship: 2015

#### Arsenal
- FA Women's League Cup: 2017-18

#### North Carolina Courage
- NWSL Championship: 2018, 2019
- NWSL Shield: 2018, 2019

### Internacional
- Mundial sub-19: 2002
- Juegos Olímpicos Medalla de Oro: 2004, 2008, 2012
- Mundial: 2015

### Individual
- Futbolista del Año del Gatorade National High School: 2002
- MVP de la College Cup: 2003, 2006
- Jugadora del Año de ACC: 2005
- Jugadora del Año de Magazine All-Academic por ESPN: 2006
- Fútbol de América Jugadora del Año: 2006
- MVP de la WPS Championship Game: 2009
- Equipo ideal de la WPS: 2009, 2010
- Equipo All-Star de la WPS: 2010
- Nominada al Premio Puskás: 2011
- Segundo Mejor XI de la NWSL: 2014